# Gambetta (Métro Paris)

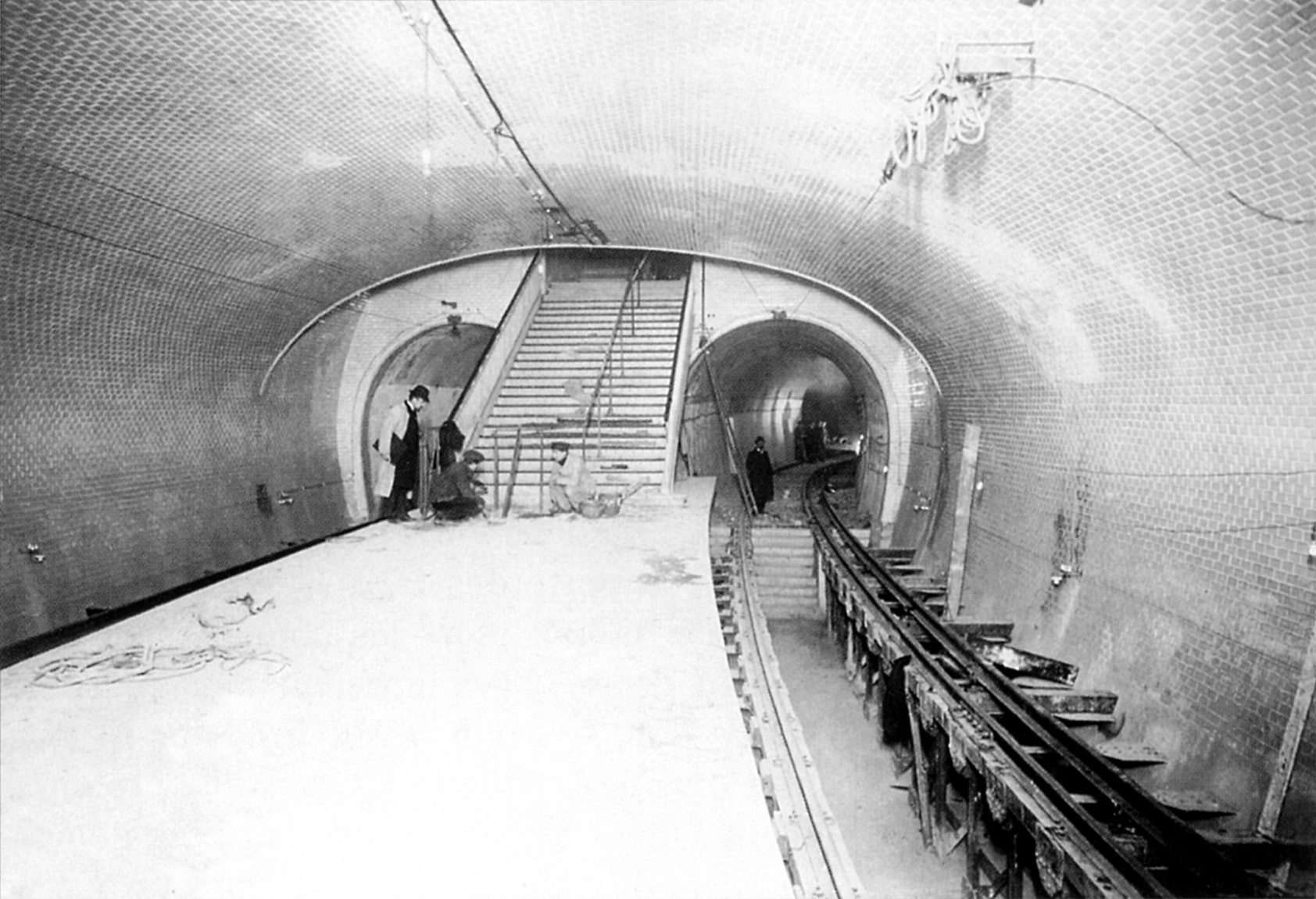
Der Abfahrtsbahnhof (heute Endbahnhof der Linie 3bis) im Bau

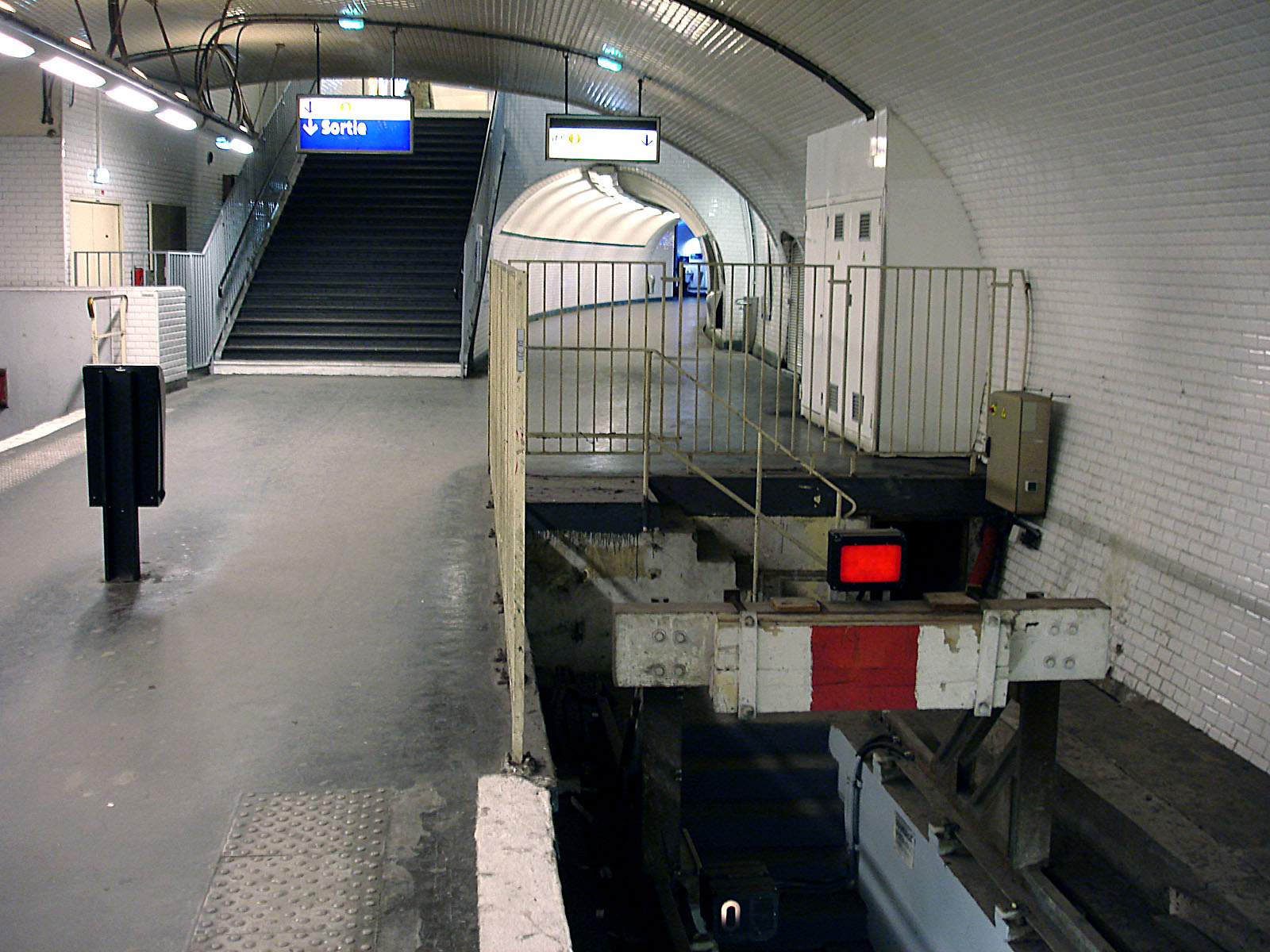
Streckenende der Linie 3bis und Umsteigetunnel (ehemaliger Streckentunnel) zur Linie 3

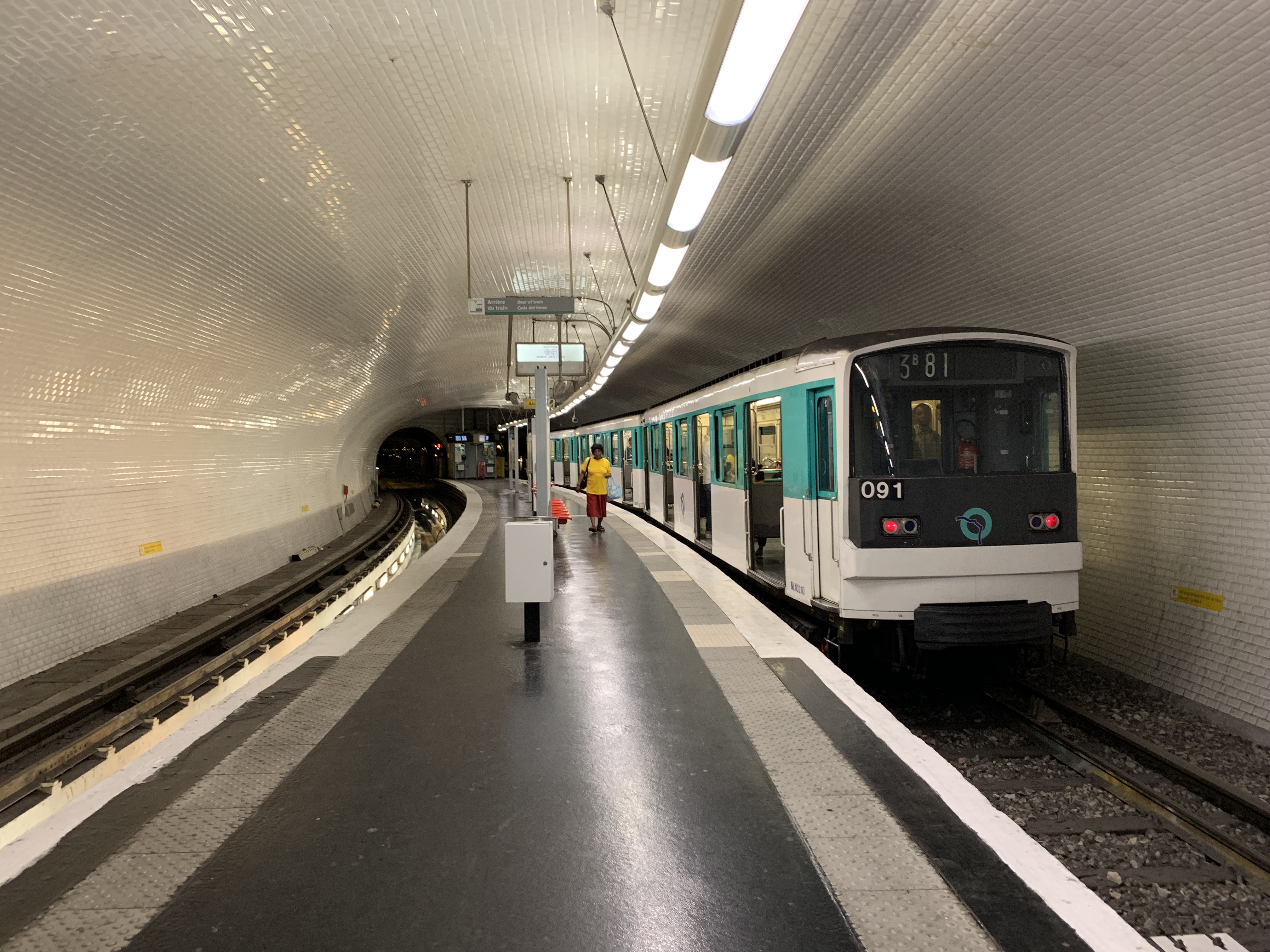
Modernisierter Zug der Baureihe MF 67 in der Station der Linie 3bis

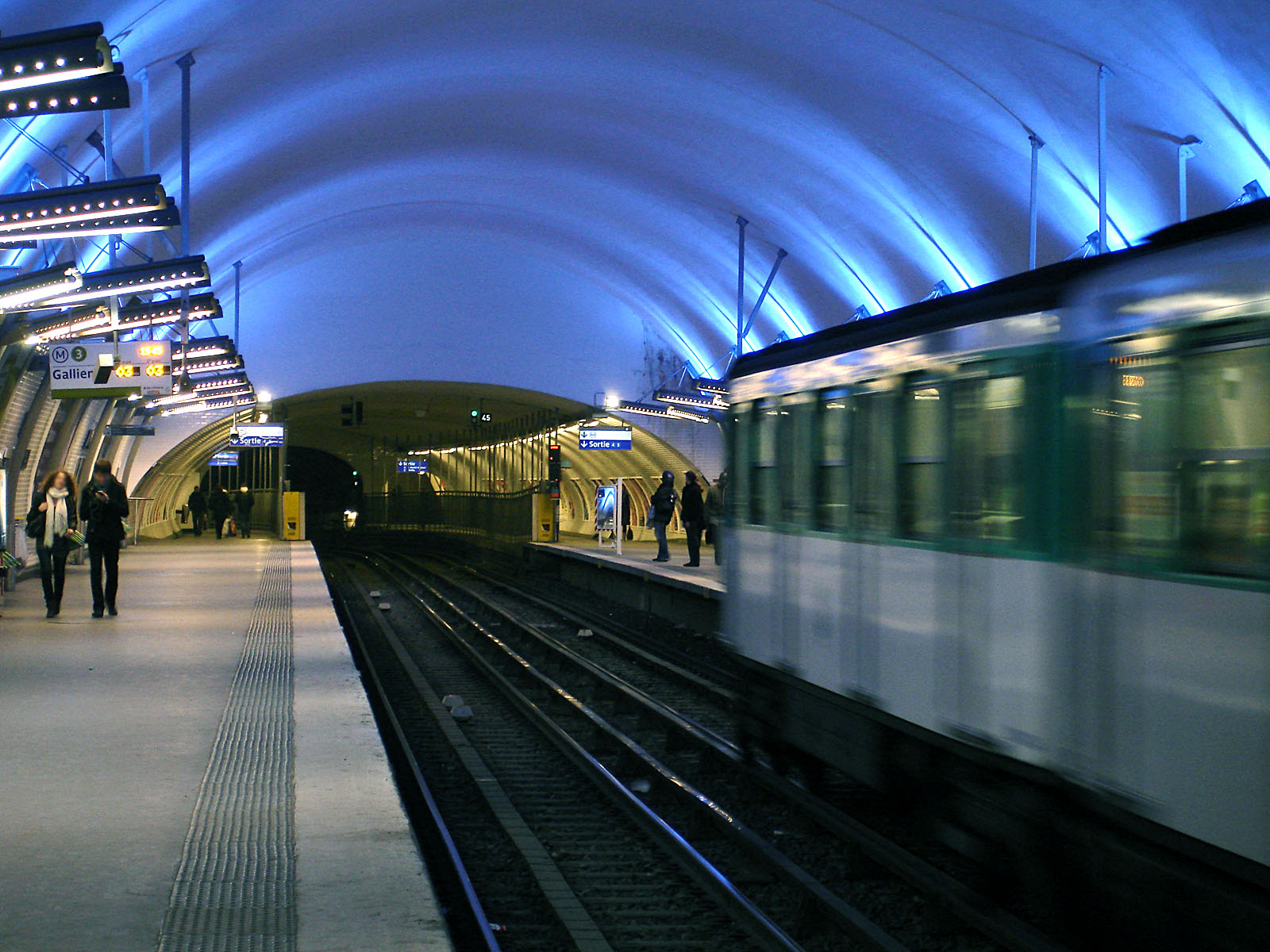
Station Gambetta der Linie 3 von 1969, im Hintergrund die stillgelegte Station Martin Nadaud

Gambetta [ɡɑ̃bɛta] ist ein unterirdischer Umsteigebahnhof der Pariser Métro. Er wird von den Linien 3 und 3bis bedient.

## Lage
Der U-Bahnhof befindet sich im Quartier du Père-Lachaise  des 20. Arrondissements von Paris. Der Ankunftsbahnsteig der ersten Anlage lag östlich der Place Gambetta unter der Rue Belgrand, der Abfahrtsbahnsteig unter der an der Place Gambetta nach Nordosten abzweigenden Avenue Gambetta. Die heutige Station der Linie 3 liegt längs unter der Avenue Gambetta westlich des Platzes.

## Name
Namengebend war die Place Gambetta, unter der sich ein Teil der Bahnhofsanlage befindet. Léon Gambetta war ein französischer Staatsmann der Dritten Republik und Abgeordneter des 20. Arrondissements. Im Deutsch-Französischen Krieg war er 1870/71 als Minister der Regierung der Nationalen Verteidigung Leiter des Widerstands in der Provinz.

## Geschichte und Beschreibung

### Erster Bahnhof
Die Linie 3 wurde zwischen Villiers und Père Lachaise am 19. Oktober 1904 in Betrieb genommen. Am 25. Januar 1905 erfolgte die Verlängerung um zwei Stationen von Père Lachaise über Martin Nadaud bis Gambetta. Der Endbahnhof Gambetta lag an einer gegen den Uhrzeigersinn befahrenen Endschleife. Kurz hinter deren Anfang befand sich unter der Rue Belgrand der Ankunftsbahnhof, ein Mittelbahnsteig zwischen zwei Gleisen. Ebenso aufgebaut war der Abfahrtsbahnhof kurz vor dem Ende der Schleife. Die Zweigleisigkeit der Teilstationen resultierte aus dem Umstand, dass bereits mögliche Streckenverlängerungen eingeplant wurden. Unter der Rue Belgrand führte der Tunnel etwa 300 Meter weiter bis zum Betriebshof Ateliers de Saint-Fargeau.
Am 27. November 1921 wurde die Linie 3 von Gambetta bis Porte des Lilas verlängert. Dafür entstand ein kurzer eingleisiger Tunnel, der die Endschleife etwa ab deren Mitte mit dem neuen Streckentunnel verband. Die Schleife wurde somit weitgehend von den regulären Zügen nach wie vor durchfahren. Die ursprünglich angedachte Verlängerung über den neuen Endbahnhof hinaus bis in den Vorort Les Lilas wurde allerdings zu Gunsten des Baus der Métrolinie 11 verworfen.

### Zweiter Bahnhof
Am 27. März 1971 wurde die Linie 3 ab Gambetta unter der Rue Belgrand über den Betriebshof hinaus bis zur Station Gallieni verlängert. Der schwach genutzte Zweig zwischen Gambetta und Porte des Lilas wurde im Zuge der Verlängerung vom Hauptast der Linie 3 getrennt, der ursprüngliche Abfahrtsbahnsteig wurde zur Endstation der neugeschaffenen Pendellinie 3bis (deutsche Entsprechung: 3a). Die direkte Verbindung zwischen den beiden Linien wurde aufgegeben und der Tunnelabschnitt für Fußgänger umgebaut, nur das 1921 geschaffene Gleis stellt als Betriebsgleis seitdem die Verbindung her.
Für die Linie 3 wurde die nahe gelegene Station Martin Nadaud um eine Bahnhofslänge nach Osten verschoben. Die bisherigen Seitenbahnsteige dienen nun als Zugänge zu den neuen, auch der bisherige Eingang und die Schalterhalle blieben erhalten. Die am 23. August 1969 eröffnete neue Anlage erhielt aber den Namen Gambetta. Einschließlich der Bahnsteige der stillgelegten Station Martin Nadaud ist die Station der Linie 3 mit 196 Meter die längste im Pariser Métronetz.
Der frühere Ankunftsbahnsteig der alten Station Gambetta wich einem Abstellgleis zwischen den Streckengleisen und einem schmalen Betriebsbahnsteig.

## Zugänge

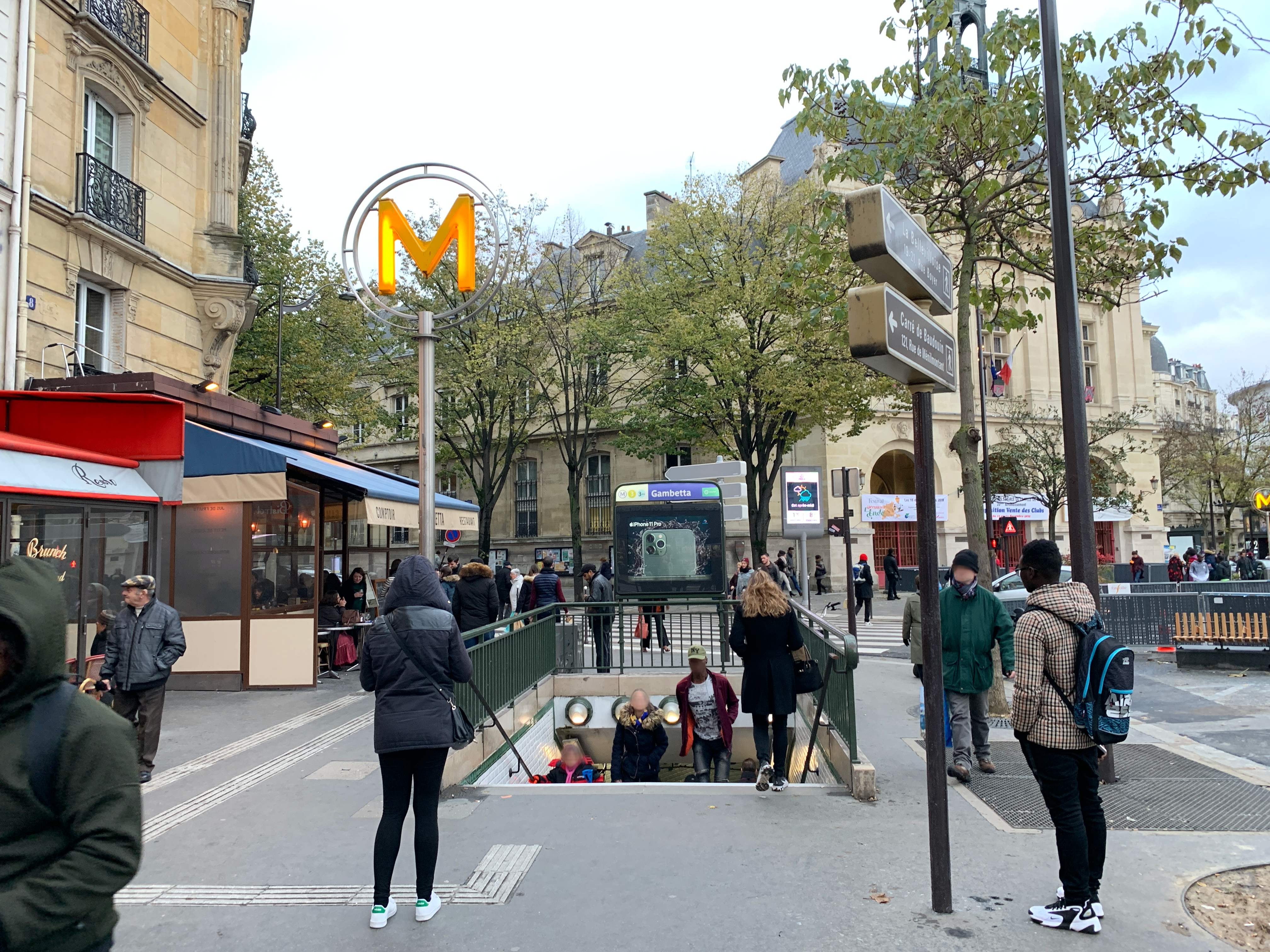
Zugang an der Place Gambetta

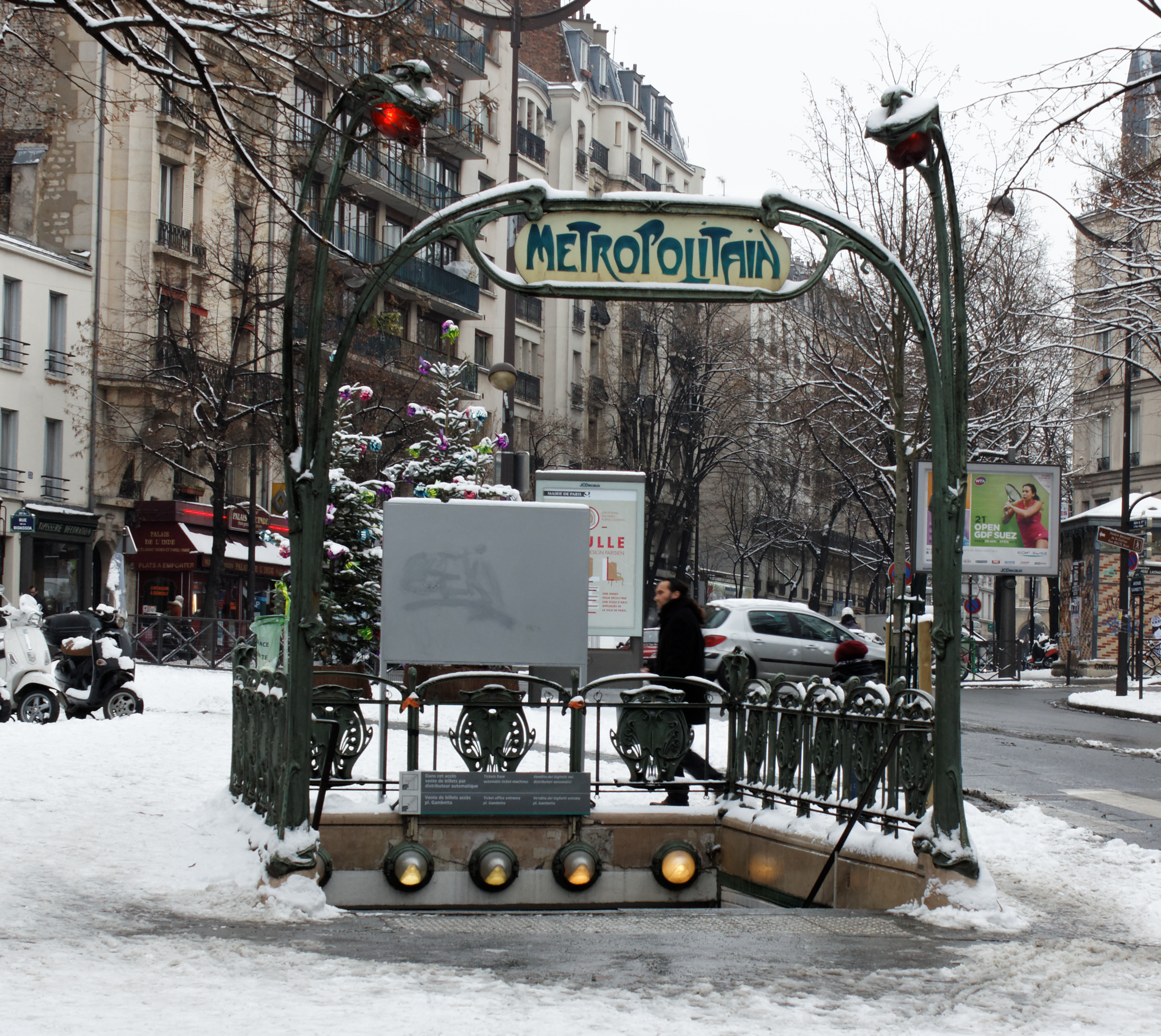
Art-nouveau-Zugang an der Place Martin Nadaud

Der U-Bahnhof hat fünf Zugänge, von denen drei an der Place Gambetta liegen. Letztere sind durch Pfosten markiert, die ein gelbes „M“ in einem Doppelkreis tragen; einer davon ist mit einer Rolltreppe ausgestattet.
Zwei Zugänge befinden sich an der Place Martin Nadaud. Sie führen über die Bahnsteige der aufgelassenen gleichnamigen Station zu den Bahnsteigen der Linie drei. Ein Zugang ist ebenfalls durch ein gelbes „M“ gekennzeichnet, der andere wurde im Stil des Art nouveau von Hector Guimard gestaltet.

## Fahrzeuge
An der Station verkehren konventionelle Fahrzeuge, die Bauart Sprague-Thomson wurde 1967 von der Baureihe MF 67 abgelöst. Diese zwischen 2005 und 2008 modernisierten Züge sollen auf der Linie 3bis ab 2026 und auf der Linie 3 ab 2028 durch solche der Baureihe MF 19 ersetzt werden.